# 陈楚生获奖与提名列表
本條目列舉中國內地男歌手陳楚生出道至今的獲獎記錄。

### 音樂獎項
| 年份 | 日期     | 頒獎典禮                                                  | 獎項 |
| 2001 | 9月      | 上海亚洲音乐节新人大奖赛                                  | 最具潜质歌手                                                                                               |
| 2003 | 8月18日  | 长沙全国PUB歌手大赛                                       | 冠军 |
| 2007 | 7月20日  | 2007快乐男声                                              | 冠军 |
| 2007 | 11月17日 | 2007中国原创歌曲                                          | 中国原创歌曲提名奖《有没有人告诉你》、最佳华语歌手、最具潜质歌手                                           |
| 2008 | 1月10日  | 2007年度鹏城歌飞扬                                        | 年度最佳专辑《原来我一直都不孤单》、十佳金曲《有没有人告诉你》、最佳男歌手、风华五年飞跃大奖               |
| 2008 | 1月11日  | 九天音乐                                                  | 决战新声原创大奖                                                                                           |
| 2008 | 1月12日  | 2007百度娱乐沸点                                          | 最热门选秀歌手                                                                                             |
| 2008 | 1月13日  | 第二届中国无线音乐年度盛典音乐盛典咪咕汇                  | 无线音乐最佳新人                                                                                           |
| 2008 | 1月23日  | 2007年度北京流行音乐典礼                                  | 年度金曲《有没有人告诉你》                                                                                 |
| 2008 | 2月22日  | 2007年度一听音乐榜                                        | 年度王冠男歌手、年度光速新星、年度最IN金曲(票数第一)                                                       |
| 2008 | 3月11日  | 9＋2音乐先锋榜                                            | 内地十大先锋金曲《原来我一直都不孤单》、年度(内地)先锋新人、年度网上最具人气先锋歌手、年度最佳先锋创作歌手 |
| 2008 | 4月7日   | 2007Music Radio中国TOP排行榜                              | 金曲奖《原来我一直都不孤单》、内地最佳创作新人                                                             |
| 2008 | 4月8日   | 第8届音乐风云榜                                           | 年度最佳歌曲《有没有人告诉你》                                                                             |
| 2008 | 4月10日  | 《风尚志FASHION WEEKLY》2007年度明星风尚权力榜            | 年度风尚人气男歌手                                                                                         |
| 2008 | 7月30日  | 2008新城国语力颁奖礼                                      | 新城国语新势力歌手、新城国语创作新势力                                                                     |
| 2008 | 12月15日 | 腾讯网2008星光大典                                        | 年度人气男歌手                                                                                             |
| 2008 | 12月16日 | 2008时尚先生评选年度盛典                                  | 年度最具潜力唱作人                                                                                         |
| 2008 | 12月19日 | 新浪2008网络盛典                                          | 年度人气歌手                                                                                               |
| 2009 | 1月5日   | 2008年度雪碧榜中国原创音乐流行榜之“新势力”                | 飞跃表现奖、内地年度金曲《与你同在》                                                                       |
| 2009 | 1月7日   | 鹏城歌飞扬颁奖                                            | 年度十佳金曲                                                                                               |
| 2009 | 1月10日  | 北京流行音乐典礼(中歌榜)                                  | 年度金曲                                                                                                   |
| 2009 | 3月31日  | 2009鹏城歌飞扬                                            | 第一季度十大金曲                                                                                           |
| 2009 | 7月23日  | 2009年度中国歌曲排行榜                                    | 第一季度20首金曲                                                                                           |
| 2009 | 11月19日 | 2009全球榜颁奖典礼                                        | 最受欢迎创作歌手                                                                                           |
| 2009 | 12月20日 | 第四届中国移动无线音乐盛典咪咕汇                          | 无线音乐最畅销首发金曲                                                                                     |
| 2009 | 12月26日 | 云南卫视《仁和谁最闪亮 音乐现场》2009音乐大典年度颁奖典礼 | 最佳男歌手                                                                                                 |
| 2010 | 1月9日   | 《精品购物指南》影响中国2009时尚盛典                      | 年度人气歌手                                                                                               |
| 2010 | 1月10日  | 腾讯星光盛典                                              | 年度内地男歌手                                                                                             |
| 2010 | 2月5日   | 北京流行音乐典礼(中歌榜)                                  | 最佳创作歌手(内地)、创新超人奖、年度金曲《且听风吟》                                                       |
| 2010 | 3月27日  | 2010年度第十七届东方风云榜颁奖典礼                        | 最佳唱作人、最佳作曲、十大金曲《一个人唱情歌》                                                             |
| 2010 | 4月5日   | 2009真维斯娱乐大典                                        | 年度最具人气娱乐人物                                                                                       |
| 2010 | 4月11日  | 音乐风云榜十年盛典                                        | 新势力男歌手、2005-2009十大金曲《有没有人告诉你》                                                          |
| 2010 | 6月4日   | 2010年度中国歌曲排行榜                                    | 第一季度冠军歌曲《某某》                                                                                   |
| 2010 | 9月13日  | 百度娱乐沸点2010                                          | 第一季度最热门内地男歌手《一个人唱情歌》、第二季度最热门内地男歌手EP《绿动》                               |
| 2011 | 1月17日  | 2010中歌榜颁奖礼                                          | 年度最佳创作歌手、年度最佳EP《绿动》、年度金曲《想念》                                                     |
| 2011 | 3月19日  | 第十八届东方风云榜                                        | 内地最受欢迎歌手、年度金曲《山楂花》                                                                       |
| 2011 | 3月31日  | 第五届真维斯娱乐大典                                      | 内地年度最具影响力男歌手                                                                                   |
| 2011 | 4月11日  | 第11届蒙牛酸酸乳音乐风云榜                                | 年度最佳EP、年度最佳唱作人                                                                                 |
| 2011 | 4月24日  | 2010年度MusicRadio音乐之声中国TOP排行榜                   | 年度传媒推荐歌手(内地)、最佳金曲《浮光》                                                                   |
| 2011 | 6月24日  | 第五届音乐盛典咪咕汇中国移动无线音乐排行榜                | 无线音乐年度最高销量内地男歌手                                                                             |
| 2011 | 7月19日  | 2011中歌榜                                                | 第一季度金曲《爱过》《梦中的蔷薇》                                                                         |
| 2011 | 8月19日  | 2011风尚权力榜                                            | 年度风尚最佳男歌手                                                                                         |
| 2011 | 12月10日 | 2011年度音乐先锋榜                                        | 内地最佳先锋男歌手、年度十大金曲                                                                           |
| 2012 | 1月6日   | 2011年度鹏城歌飞扬颁奖典礼                                | 年度十大金曲《追风筝的孩子》                                                                               |
| 2012 | 1月19日  | 2011中歌榜颁奖礼                                          | 最佳创作歌手、年度金曲奖《瘾》                                                                             |
| 2012 | 3月28日  | 第六届真维斯娱乐大典                                      | 音乐飞跃大奖                                                                                               |
| 2012 | 4月7日   | 第十九届东方风云榜                                        | 最佳男歌手                                                                                                 |
| 2012 | 4月23日  | 蒙牛酸酸乳MusicRadio音乐之声中国Top排行榜                 | Musicradio音乐之声推崇奖、年度金曲《思念一个荒废的名字》、年度传媒推介唱片                                 |
| 2012 | 8月19日  | 晶报2012阳光公益大典特别大奖                              | 光鲜大奖之年度最佳专辑                                                                                     |
| 2012 | 12月25日 | 央视音乐频道“光荣绽放”                                    | 2012年度十大新锐歌手                                                                                       |
| 2013 | 11月30日 | 2013音乐先锋榜                                            | 内地十大先锋金曲、2013年度23电台联颁最佳专辑、内地最佳先锋男歌手                                           |
| 2013 | 12月7日  | 第七届中国移动无线音乐盛典咪咕汇颁奖典礼                  | 年度最畅销新民族风金曲《映山红》、年度特别贡献奖                                                           |
| 2013 | 12月18日 | 第11届华鼎奖全球音乐盛典                                  | 最佳原创歌手                                                                                               |
| 2014 | 5月17日  | 第一届中国新歌榜颁奖盛典                                  | 亚洲最欣赏男唱将、年度十大新歌                                                                             |
| 2014 | 12月19日 | 鹏城歌飞扬颁奖典礼                                        | 年度十佳金曲《Demo》                                                                                       |
| 2016 | 3月12日  | 鹏城歌飞扬颁奖典礼                                        | 年度飞跃男歌手、年度十佳金曲《后来的事》                                                                   |
| 2017 | 6月21日  | Music Radio中国TOP音乐盛典                                | 音乐之声推荐大奖最佳乐团 SPY.C乐队                                                                         |
| 2018 | 1月27日  | 流行音乐年度盛典年度                                      | 最佳乐团 SPY.C乐队                                                                                         |
| 2024 | 1月13日  | 微博之夜                                                  | 微博年度实力歌手                                                                                           |
| 2024 | 9月25日  | 微博音乐盛典                                              | 年度实力歌手                                                                                               |
| 2024 | 12月17日 | 2024汽水音乐&抖音看见音乐计划                             | 品质舞台音乐人                                                                                             |

### 其他榮譽
| 年份 | 日期     | 奖项                                                   |
| 2007 | 12月19日 | 《北京青年周刊》BQ年度人气红人                         |
| 2007 | 12月19日 | 《南方人物周刊》中国魅力人物50人                       |
| 2007 | 12月31日 | 2007感动海南十大人物                                   |
| 2008 | 1月5日   | 厦门国际马拉松赛健康形象大使                           |
| 2008 | 1月8日   | 《精品购物指南》精品15年、封面之星、流行音乐之新锐明星 |
| 2008 | 1月13日  | 2007年度深圳年度人物                                   |
| 2008 | 1月19日  | 2007年度南方都市报年度艺人                             |
| 2008 | 2月4日   | 2007年度湖南省广播电视集团年度艺人                     |
| 2012 | 3月27日  | 2011美动华人颁奖盛典风格人物                           |
| 2015 | 3月18日  | 第五届明星公民颁奖盛典年度明星公民                     |
| 2015 | 4月11日  | 新浪娱乐15周年庆典杰出青年                             |
| 2022 | 11月     | 2022博鳌青年领袖                                       |

## 外部連結
- 陳楚生的新浪微博
- 陈楚生官方博客 （页面存档备份，存于）
- 陈楚生工作室官方博客 （页面存档备份，存于）
- 陈楚生bilibili官方账户 （页面存档备份，存于）
- 陈楚生豆瓣電影簡介 （页面存档备份，存于）
- 陈楚生QQ音乐百科 （页面存档备份，存于）